# ブラウン神父の知恵
『ブラウン神父の知恵』（英: The Wisdom Of Father Brown）は、ギルバート・ケイス・チェスタトンによって1914年に発表されたブラウン神父を主人公とする推理小説の短編集。

## 収録作品

### グラス氏の失踪（The Absence of Mr Glass）
数々の難事件を解決してきた犯罪学者のオリオン・フッド博士の元に、ブラウンと名乗る神父が飛び込んできた。トッドハンターという男が下宿先の娘と結婚したがっているが、母親が承知しないというのだ。それには理由があった。グラスという男と妙な話をしていたこと。部屋に閉じこもって何時間も何かしていること。部屋で誰かと話していたが、ドアを開けると一人しかいなかったことなど、怪しいことが続いていたのである。博士と神父が娘を連れて現場へついてみると、母親がパニックになっていた。グラスがトッドハンターを殺したというのだ。部屋ではトッドハンターが縛られ、血の付いた剣やシルクハットが転がっていた。博士は数々の証拠品から逆にトッドハンターがグラスを殺したと推理するが、神父はその推理は崇高な物語であり真相はもっと月並みなものだと言う。

### 泥棒天国（The Paradise of Thieves）
詩人と旧友の案内人、銀行家とその息子と娘、そしてブラウン神父が、イタリア中部の山を越えるため馬車に乗り合わせていた。馬車は崖に差し掛かったと思うと、潅木にぶつかって乗客を下へ放り出した。下にはうまい具合に草花の茂ったポケットがあり、怪我人は出なかった。しかしそこに山賊の一味が現れ、銀行家を人質に大金を要求すると言った。案内人は山賊の首領だったのだ。しかし神父は首領の振る舞いに疑問を抱き、やがて警察と山賊の戦闘が始まるに及んである企みに気づく。

### ヒルシュ博士の決闘（The Duel of Dr Hirsch）
フランスの科学者であるヒルシュ博士の元に、デュボスク大佐という軍人が暴れこんでくる。博士はドイツに国家機密を売り渡した裏切り者だというのだ。民衆が博士の家に押しかけると、博士はこの軍人と決闘することを申し出た。たまたまそこにいたフランボウは大佐の介添人になったが、調査すると妙なことが分かった。国家機密の隠し場所が、筆跡は博士のものなのに内容が完全に間違っているのだ。さらに驚くべきことに、大佐が決闘を取りやめてしまう。屈強な軍人が小男の学者から逃げ出すとは信じられないとフランボウは怒るが、神父は情報の間違い方や二人の外観から、恐るべき真実を突き止める。

### 通路の人影（The Man in the Passage）
ロンドンのアポロ劇場で人気女優が殺害された。現場にいたのは政界と美術界に絶大な影響力を持つセイモア卿、香港や中国で数々の武功を立てたカトラー大尉、当代随一の名優ブルーノ、そして衣装係とブラウン神父である。結局ブルーノが逮捕されたが、卿と大尉は怪しい人影を目撃していた。裁判ではこの人影の正体が焦点となるが、二人の主張は全く食い違う。そして最後に証言台に上がったブラウン神父が、意外な真相を語りだす。

### 機械のあやまち（The Mistake of the Machine）
神父がシカゴの刑務所で働いていたときのこと、アシャー副所長が怪しい男を捕らえた。副所長はその男を、別の刑務所から復讐するために脱走したライアンという囚人だという。彼は脱走時に、ピルグリムズ・ポンドという大富豪トッド氏の所有地で事件を起こすことを示唆していた。そこではフォールコンロイ卿という貴族を招いたパーティが行われていたが、卿が行方不明になっていたのだ。副所長は卿がライアンに殺されたとにらんで彼を嘘発見器に掛けると、フォールコンロイという名前に大きく反応した。そして別の囚人の証言から、以前別の名前で女性を何人も騙していたことも判明したのだ。自分の手柄を自慢する副所長に対し、神父は機械ではなくそれを操作する人間が間違ったのだといい、事実を明らかにする。

### シーザーの頭（The Head of Caesar）
ある娘が、兄がコレクションしている硬貨の中に恋人とそっくりな肖像が刻印してあるものを見つけ、プレゼントするために盗み出してしまう。周囲に誰もいない浜辺で彼女はそれを恋人に渡すが、遠くで男がそれを見ていた。男は娘に近づくと、家族に知られたくなければ金をよこせと脅迫したのである。硬貨を盗んだのは家の中であり、浜辺にいたときも何を渡したのか見えないほど遠くにいたはずなのに、なぜ盗まれた硬貨だと分かったのか?

### 紫の鬘（The Purple Wig）
エクスムア公爵であるエアー家の一族は代々奇形の耳で知られていた。ある雑誌記者がその耳の正体について取材すると、ある酒場で公爵の蔵書保管係、神父、そして公爵本人と話をすることが出来た。公爵は耳を隠すため紫の鬘をつけていた。公爵は先祖の不行跡を自慢するかのように話したが、自分の先祖を良く思っていないのとか聞かれると立ち去ってしまう。残されたブラウン神父は公爵の先祖に対する態度の矛盾を指摘し、真実を知るためには鬘を脱がせるしかないと主張する。

### ペンドラゴン一族の滅亡（The Perishing of the Pendragons）
過労で休息していたブラウン神父をフランボウがヨットの旅に連れ出したときのこと。コーンウォールの河にある小島で、ペンドラゴン一族の末裔である通称「提督」と出会う。この一族にはある伝説があった。先祖が殺したスペイン人の呪いによって、座礁事故で死者が多く出ているというのだ。提督に歓迎を受ける神父たち。しかしその後不可解な火事がおき、さらにそれを消そうとする神父たちと使用人たちとの間で乱闘が始まる。全てが片付いた後、神父はようやく巧妙な犯罪の全貌を明かす。

### 銅鑼の神（The God of the Gongs）
ブラウン神父とフランボウが海岸を歩いていると、音楽堂にたどり着いた。奏楽台に乗ってみると、台が崩れて神父が中に落ちてしまう。そして中で死体を発見するのである。近くのホテルで話を聞こうとすると、急に黒人のコックが襲いかかってくる。何とか逃げ出した二人は、新しい殺人が起きる可能性と秘密結社の存在を嗅ぎ取る。

### クレイ大佐のサラダ（The Salad of Colonel Cray）
ミサの帰り、ブラウン神父が歩いていると銃声と共に何回もの妙な音が聞こえてきた。そこは知り合いのパトナム少佐の家で、少佐も何の音か分からない様子だ。すると少佐の友人であるクレイ大佐が現れ、不審な人物を撃ったが相手はなぜかくしゃみをしたのだという。先ほどの妙な音はくしゃみだったのだ。その後大佐はアフガニスタンで起こった数々の不思議な事件を語り、自分の身に何が起こっているのかを神父に解き明かすよう頼む。

### ジョン・ブルノワの珍犯罪（The Strange Crime of John Boulnois）
新聞記者のキッドは、最近ある学説で急速に名声を博している哲学者のブルノワ氏を訪ねた。しかし彼は不在で、下男に隣人の大富豪で政治家であるチャンピオン氏の元にいると言われる。この二人は元々学生時代からの親友だった。しかしブルノワの妻にチャンピオンがぞっこんで、スキャンダルになっていたのだ。チャンピオン家を訪れると、
男が剣で刺されて倒れている。それはあろうことかチャンピオン本人で、「ブルノワにやられた」と言い残して息絶えてしまった。弔いのためにやってきたブラウン神父は、関係者と事件の性格からチャンピオンの証言に疑問を抱く。

### ブラウン神父のお伽噺（The Fairy Tale of Father Brown）
ドイツのある地方にかつて存在した都市国家・ハイリッヒヴァルデンシュタイン。ドイツ帝国はオットー公を派遣し、抵抗に遭いながらも無理に併合し治めさせた。公は晩年暗殺の恐怖に怯え、国民から徹底的に武器を取り上げた。ある夜、公は金鉱調査のため地質学者を招いた。しかし彼らが到着したのに公は城にはいない。侍従たちが探すと、外の森で射殺されているのが発見されたのだ。数十年前に起こったこの事件の謎を、ブラウン神父が見事な安楽椅子探偵ぶりを発揮して解き明かす。